# Xylotrechus yanoi
Xylotrechus yanoi är en skalbaggsart som beskrevs av J. Linsley Gressitt 1934. Xylotrechus yanoi ingår i släktet Xylotrechus och familjen långhorningar. Inga underarter finns listade i Catalogue of Life.